# Учитељски факултет Универзитета у Приштини
Учитељски факултет је државни факултет у саставу Универзитета у Приштини који се привремено налази у Лепосавићу.

## Историјат
Влада Републике Србије је почетком 1990-их година одлучила да се у држави оснују учитељски факултети. После четвороразредне и петоразредне учитељске школе, двогодишње више педагошке школе и двогодишње педагошке академије, учитељи су Законом који је 1. јула 1993. године изгласала Скупштина Републике Србије, добили и свој факултет, што је био вид признања учитељском позиву. Један од градова у коме је по овом Закону требало да се отвори учитељски факултет, поред Београд, Ужица, Сомбора, Јагодине и Врања, био је и Призрен.
Код одлучивања да Призрен добије Учитељски факултет пресудну улогу имала је чињеница да је овај град био и остао у читавом послератном периоду административни, привредни, културни и просветни центар једног ширег региона, који поред општине Призрен обухвата и општине: Драгаш, Суву Реку, Ораховац, Ђаковицу и Штрпце.
Одлука о оснивању факултета у Призрену уклопила се у тада доста актуелан, концепт умерене децентрализације тадашњег Универзитета у Приштини. Учитељски факултет у Призрену почео је с радом 1. октобра школске 1993/94. године са 100 новоуписаних студената. Донесен је Статут Факултета, планови и програми, комплетиран наставни кадар за прву годину студија, извршен избор нових наставника, започета изградња станова за наставнике итд.
Пут Факултета до Лепосавића водио је преко Приштине и Звечана. Након кратког задржавања у Приштини и нешто дужег у Звечану, где је обављен септембарски испитни рок, Факултет је, по Одлуци Универзитета у Приштини упућен у Лепосавић. Град није имао услове за рад једне високошколске установе какав је Учитељски факултет. Међутим, упркос неповољним околностима за рад (без школске зграде, студентског дома, минималних услова за боравак наставника и администрације), а захваљујући ентузијазму руководства и свих запослених, подршци Министарства просвете Републике Србије и Универзитета у Приштини и разумевању челних људи из Лепосавића, настава у новој 1999/2000. години у Лепосавићу је почела на време. Оно што је посебно импресионирало у том тренутку и што је охрабрило све раднике Факултета и његове пријатеље, било је велико интересовање за студирање. Факултет је у прву годину студија 2000/2001. уписало 130 студената.
Настава је у почетку извођена у просторијама основне школе. Администрација је радила у дому културе. Није било ни интерната, ни мензе за студенте. Наставници који су долазили да би одржали наставу или обавили испите одседали су у мотелу удаљеном неколико километара од Лепосавића. Временом се, у веома скромним размерама, ситуација почела мењати набоље. Факултет је у згради друштвено-политичких организација добио две мале просторије (за деканат и секретаријат) и једну велику учионицу. Студенти су добили свој дом и мензу. У новој школској 2001/02. години Факултет у целини прелази да ради у адаптираним просторијама Дома културе. С обзиром да су радови на изградњи нове зграде Учитељског факултета, приведени крају, Факултет се  у школској 2004/05. години у целини премешта у овај објекат.